# Бонплан (лунный кратер)
Кратер Бонплан (лат. Bonpland) — останки ударного кратера, расположенного на восточной границе Моря Познанного на видимой стороне Луны. Название дано в честь французского географа и ботаника, естествоиспытателя и путешественника Эме Жака Александра Бонплана (1773—1858); утверждено Международным астрономическим союзом в 1935 г. Образование кратера относится к донектарскому периоду.

## Описание кратера
Ближайшими соседями кратера являются останки кратера Фра Мауро, примыкающего к северной части вала; кратер Парри, примыкающий к восточной части вала; небольшой кратер Толанский на юго-востоке и маленький кратер Койпер на западе-юго-западе. С северо-восточной и юго-восточной стороны кратера располагаются борозды Парри; на юго-западе — гряда Геттарда.
Селенографические координаты центра кратера 8°23′ ю. ш. 17°20′ з. д. / 8,38° ю. ш. 17,33° з. д., диаметр 59,3 км, глубина 0,73 км.
Вал кратера имеет пентагональную форму, сильно разрушен, восточная часть перекрыта валом кратера Парри, в юго-восточной части кратера имеется узкий выступ. Пересечение валов кратеров Фра Мауро, Бонплан и Парри образует трехлучевой хребет. Высота вала кратера над окружающей местностью составляет 1210 м. Дно чаши кратера затоплено лавой, сравнительно ровное. Объем кратера составляет приблизительно 3000 км³.
В кратере зарегистрированы термальные аномалии во время лунных затмений.

## Сателлитные кратеры
| Бонплан | Координаты                                            | Диаметр, км |
| ------- | ----------------------------------------------------- | ----------- |
| C       | 10°14′ ю. ш. 17°30′ з. д. / 10,23° ю. ш. 17,50° з. д. | 4,2         |
| D       | 10°10′ ю. ш. 18°17′ з. д. / 10,16° ю. ш. 18,28° з. д. | 5,2         |
| F       | 7°20′ ю. ш. 19°22′ з. д. / 7,34° ю. ш. 19,37° з. д.   | 4,1         |
| G       | 11°37′ ю. ш. 18°49′ з. д. / 11,61° ю. ш. 18,81° з. д. | 3,7         |
| H       | 11°22′ ю. ш. 19°58′ з. д. / 11,37° ю. ш. 19,97° з. д. | 3,8         |
| J       | 11°23′ ю. ш. 20°24′ з. д. / 11,39° ю. ш. 20,40° з. д. | 2,6         |
| L       | 7°33′ ю. ш. 21°13′ з. д. / 7,55° ю. ш. 21,21° з. д.   | 2,8         |
| N       | 9°25′ ю. ш. 21°29′ з. д. / 9,41° ю. ш. 21,48° з. д.   | 2,3         |
| P       | 10°56′ ю. ш. 21°34′ з. д. / 10,93° ю. ш. 21,56° з. д. | 1,7         |
| R       | 10°42′ ю. ш. 18°37′ з. д. / 10,70° ю. ш. 18,62° з. д. | 2,5         |

- В 1976 г. сателлитный кратер Бонплан Е переименован международным астрономическим союзом в кратер Койпер.
- Кратер Бонплан D примечателен тем, что его западную часть пересекает гряда, и его вал в этом месте двойной[6][7][8].
- Образование сателлитного кратера Бонплан D относится к позднеимбрийскому периоду[1].

## Места посадок космических аппаратов
Приблизительно в 25 км к северо-востоку от сателлитного кратера Бонплан P, в точке с селенографическими координатами 10,35° ю.ш. 20,58° з.д., 31 июля 1964 г. совершила жесткую посадку американская автоматическая межпланетная станция «Рейнджер-7».